# Alan S. Trueblood
Alan Stubbs Trueblood (Haverford, Pensilvania, 3 de mayo de 1917 - Middletown, Rhode Island, 10 de noviembre de 2012) fue un hispanista, cervantista y traductor estadounidense.

## Biografía
Sus padres fueron Howard Moffat Trueblood y Louise Nyitray Trueblood. Se crio en Dobbs Ferry, Nueva York, y sobrevivió a sus dos hermanos, Kenneth y Howard. Miembro de Phi Beta Kappa, se graduó en la Universidad de Harvard (1938) con la tesina Sainte-Beuve's "romantic" revival of Ronsard, galardonada con la prestigiosa beca Shelton, que le permitió tomar cursos en Europa tras el estallido de la Segunda Guerra Mundial. Volvió a Harvard como becario instructor de francés y completó su Maestría en Artes en 1941. Fue discípulo de Amado Alonso. Durante la Segunda Guerra Mundial se unió a la marina de Estados Unidos y pasó sus dos años y medio de carrera naval en el Mediterráneo. Fue profesor de estudios hispánicos y literatura comparada y llegó a ser presidente de la Cervantes Society of América y ha estudiado sobre todo la lírica del Siglo de Oro español e hispanoamericano (Luis de Góngora, Sor Juana Inés de la Cruz, Lope de Vega, cuya Dorotea tradujo al inglés en 1985, aunque también la moderna (tradujo una antología de Antonio Machado).

## Obra
- El "Responso" a Verlaine y la elegía pastoril tradicional (1970)
- Experience and artistic expression in Lope de Vega; the making of "La Dorotea", Harvard University Press, 1974, ISBN 0674276701.
- A Sor Juana Anthology, Harvard University Press, 1988. ISBN 0674821203
- Góngora visto por Picasso (Frankfurt: Vervuert, 1989)
- Hacia el último estilo lírico de Lope, Salamanca: Universidad de Salamanca, 1982
- La mariposa y la llama: motivo poético del Siglo de Oro (Bordeaux: Universidad de Bordeaux, 1977)
- La risa en el Quijote y la risa de Don Quijote (Cervantes Society of America, 1984)
- Letter and Spirit in Hispanic Writers: Renaissance to Civil War: Selected Essays, Londres, Tamesis Books para Brown University, 1986. ISBN 0729302490.
- "La Dorotea" y la "Elegía di Madonna Fiammetta" (Barcelona: PPU, 1992)